# Grande muraglia (astronomia)

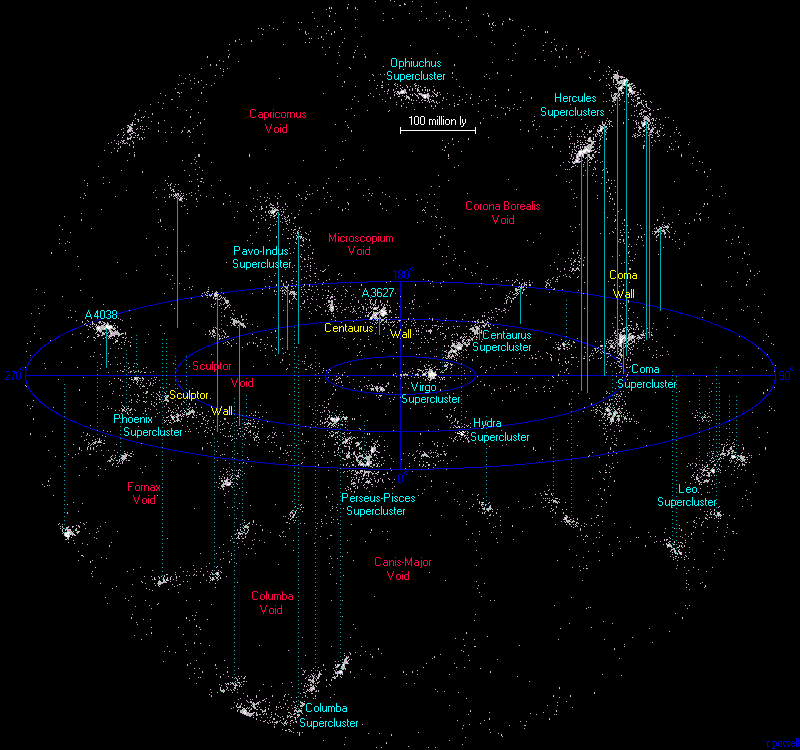
La grande muraglia CfA2

La Grande Muraglia o Grande Parete, più precisamente  Grande Muraglia CfA2, è la quarta più grande struttura conosciuta dell'Universo visibile, dopo la Grande muraglia di Ercole, la Grande muraglia Sloan e l'ammasso di quasar Huge-LQG. 

## Struttura
Si tratta di un enorme gruppo di galassie posto a circa 200 milioni di anni luce di distanza dalla Via Lattea, lungo 500 milioni di anni luce, largo 300 milioni, ma spesso "solo" 15 milioni di anni luce. Fu scoperta nel 1989 da Margaret Geller e John Huchra basandosi sui dati della CfA Redshift Survey.
In realtà le dimensioni riportate sono quelle minime stimate; non si conosce ancora la reale estensione della Grande Muraglia, poiché la vista è oscurata dalle polveri presenti nel piano della nostra galassia. Fino ad oggi è stato impossibile determinare se la Muraglia termini realmente ove teorizzato o se sia ancora più grande.
L'origine della Grande Muraglia è piuttosto incerta. Le teorie correnti (nate appunto per spiegare l'esistenza di questa e altre muraglie, e dei supervuoti che delimitano) ipotizzano che tali strutture si formino all'interno di filamenti di materia oscura disposti nello spazio secondo una struttura "a spugna", nella quale tali filamenti circondano ampie zone vuote o poco dense. È questa materia oscura che detta la struttura dell'Universo alle scale più grandi, attirando gravitazionalmente le masse visibili.
La Grande Muraglia CfA2 è rimasta a lungo la struttura più grande conosciuta, dal momento della sua scoperta fino al 2003, data della scoperta della Sloan Great Wall, che è tre volte più grande (1,4 miliardi di anni luce).